# 사에키 히로시
사에키 히로시(일본어: 佐伯 博司, 1936년 5월 26일 ~ 2010년)는 일본의 전 축구 선수이다.

## 국가대표팀 경력
그는 1958년 12월5일 홍콩과의 경기에서 일본 국가대표팀에 데뷔했다. 그는 1961년까지 국제 A매치 통산 4경기에 출전했다.

## 통계
| 일본 | 일본 | 일본 |
| 연도 | 출전 | 득점 |
| ---- | ---- | ---- |
| 1958 | 1    | 0    |
| 1959 | 1    | 0    |
| 1960 | 0    | 0    |
| 1961 | 2    | 0    |
| 통산 | 4    | 0    |